# Hans Georg von Doering
Hans-Georg Wilhelm von Doering (* 7 avril 1866 à Königsberg; † 19 novembre 1921 à Bochum) est un officier allemand et un fonctionnaire colonial, puis vice-gouverneur du Togo allemand. 

## Famille
Hans Georg von Doering est le fils du colonel prussien Gustav Magnus Alexander von Doering (1830-1896) et de son épouse Hedwig (1832-1909). Par son père, il est le petit-fils du lieutenant général prussien Karl August Heinrich Wilhelm von Doering (1791-1866), qui s'est battu contre les Français à l'époque de Napoléon. Blessé, fait prisonnier pendant 18 mois après la bataille de Iena (1806), il combat de nouveau la France en 1813 à Bautzen, Katzbach et Leipzig.   
L'oncle de Hans Georg, Karl Gustav Alfred Wilhelm von Doering (1819-1870), a aussi combattu la France, durant la guerre franco-allemande de 1870, comme général de division prussien et a été tué à Vionville, près de Gravelotte, en Lorraine, en 1870. Il était chef des services secrets prussiens lors de la guerre de 1866 opposant la Prusse à l'Autriche.    
Bernd von Doering a combattu dans la percée de Sedan en 1940. Général de division de l'armée nazie, il est stationné en France jusque fin 1941. Il est tué à Florence  en 1944. Il est le petit-fils du général Karl Gustav Alfred Wilhelm von Doering.    
Hans Georg von Doering a eu des enfants avec une habitante du Togo, un fils métis surnommé « Vondoli » ou « Vondoly » (déformation de « von Doering ») et une fille métisse prénommée Luise (ou Louise), née en 1908 et décédée en 1983.
Luise von Doering a étudié auprès des sœurs missionnaires de Notre-Dame des Apôtres à Lomé qui remplacèrent les sœurs allemandes à partir de 1918. Elle épousa Carl Marcellin (ou Marcelin ) Brenner, métis germano-togolais, commis expéditionnaire de 6e classe et sera dès lors connue sous le nom de  « Louise Brenner von Doering ». Ils auront plusieurs enfants dont Mireille Brenner (1939-2015), épouse Ndiaye, haute magistrate sénégalaise (mère de la femme politique française Sibeth Ndiaye), et Yves Brenner, proche du président sénégalais Abdou Diouf depuis leurs études.
De retour en Allemagne, Hans Georg von Doering épouse l'aristocrate allemande Elsbeth Gertrud Bertha von dem Bussche (1882-1936), le 19 août 1919, à Berlin.

## Biographie
Le 3 août 1914 l'Allemagne déclare la guerre à la France. Le gouverneur du Togo allemand Hans Georg von Doering envoie des télégrammes à ses homologues du Dahomey, de la Gold Coast et de l’AOF pour leur proposer la neutralisation du Togo. Ceux-ci refusent, et les troupes de l’Entente envahissent le Togo. Les troupes allemandes, prises en étau, se concentrent autour de Kamina pour y défendre la station de radio qui permet les communications avec l’extérieur. Elles préfèrent faire sauter le poste plutôt que de le laisser aux Alliés. Le 26 août, le Togo tout entier se rend. Français et Britanniques se partagent le territoire.

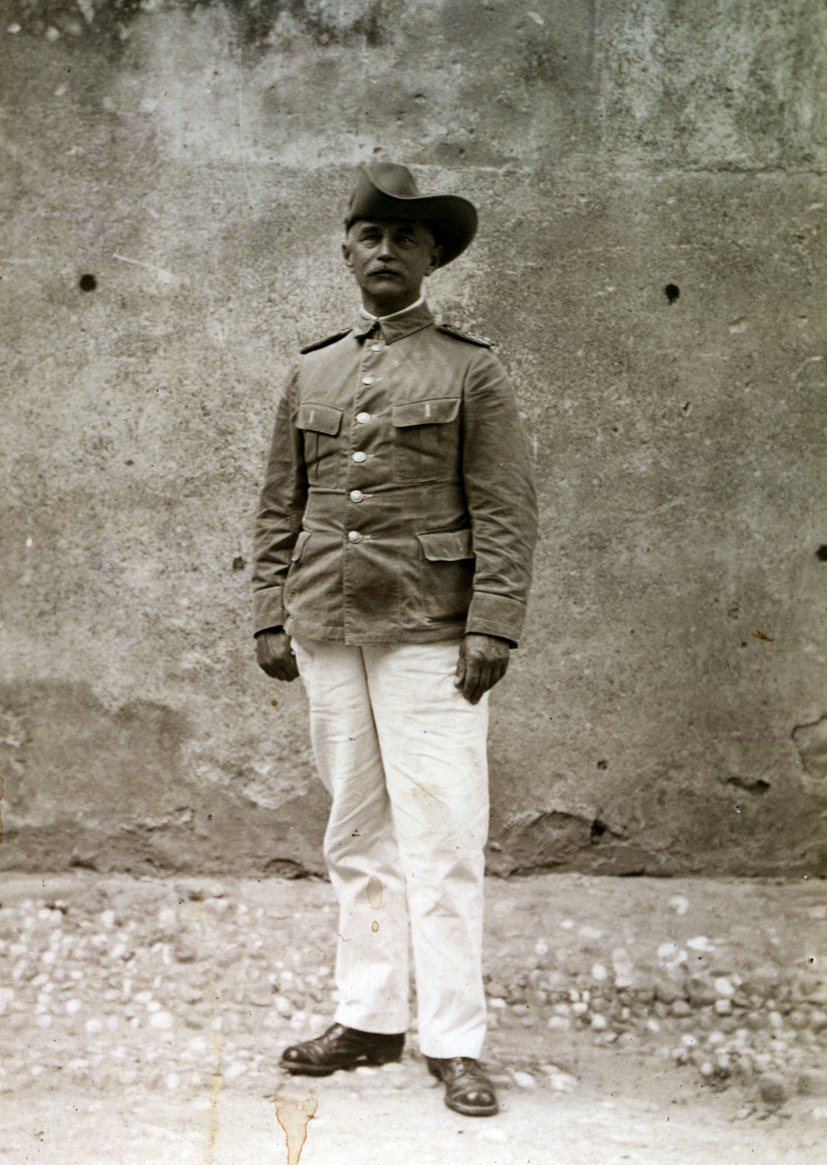
Hans Georg von Doering en captivité française en 1916 dans le Dahomey.

Von Doering a passé trois ans et demi en captivité française et a ensuite été interné en Suisse de mars à novembre 1918.